# Dynastes tityus
Dynastes tityus là một loài kiến vương sống ở Đông Hoa Kỳ, cánh trước con trưởng thành có màu xanh lá cây hoặc nâu vàng nhạt với các đốm đen và chiều dài toàn thân, tính cả sừng con đực có thể đến 60 mm (2,4 in). Ấu trùng ăn gỗ mục từ nhiều loại cây khác nhau, bao gồm cây sơ ri hoang và Robinia pseudacacia.

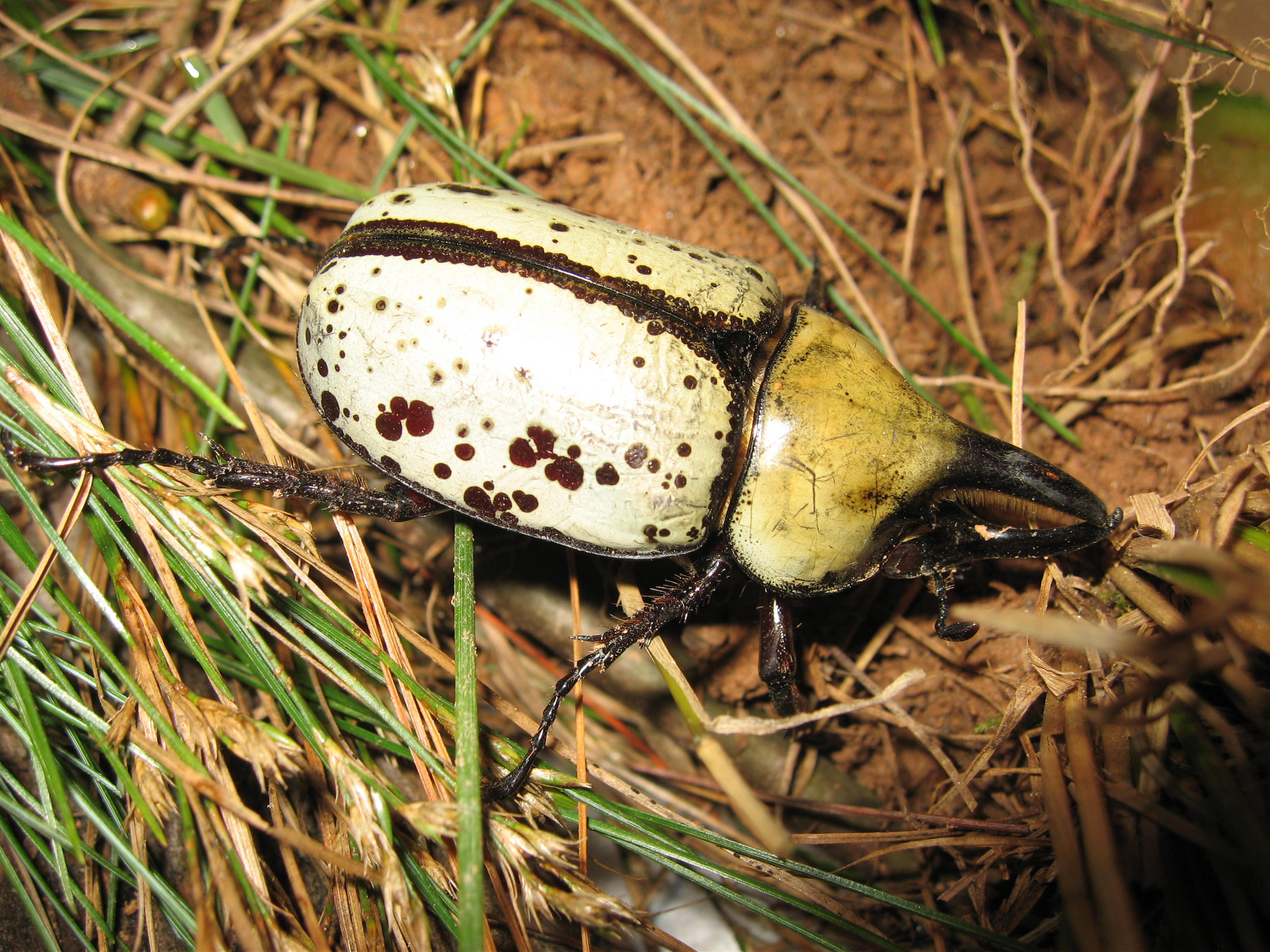
Một con đực Dynastes tityus

Con trưởng thành đực và cái rộng 20–27 milimét (0,8–1,1 in) còn con đực dài 40–60 milimét (1,6–2,4 in), gồm cả sừng dài chĩa ra phía trước từ phần giữa của con đực; một sừng thứ nhì chĩa lên từ đầu. Dynastes tityus do đó là "nằm trong nhóm bọ cánh cứng dài nhất và nặng nhất ở Hoa Kỳ". Sừng được dùng trong các cuộc chiến giữa các con đực tranh nhau một con cái; chiều dài của sừng phản ánh sự có sẵn của thức ăn khi con bọ đang trưởng thành. Dù có sừng lớn, Dynastes tityus vô hại đối với con người.

## Hình ảnh

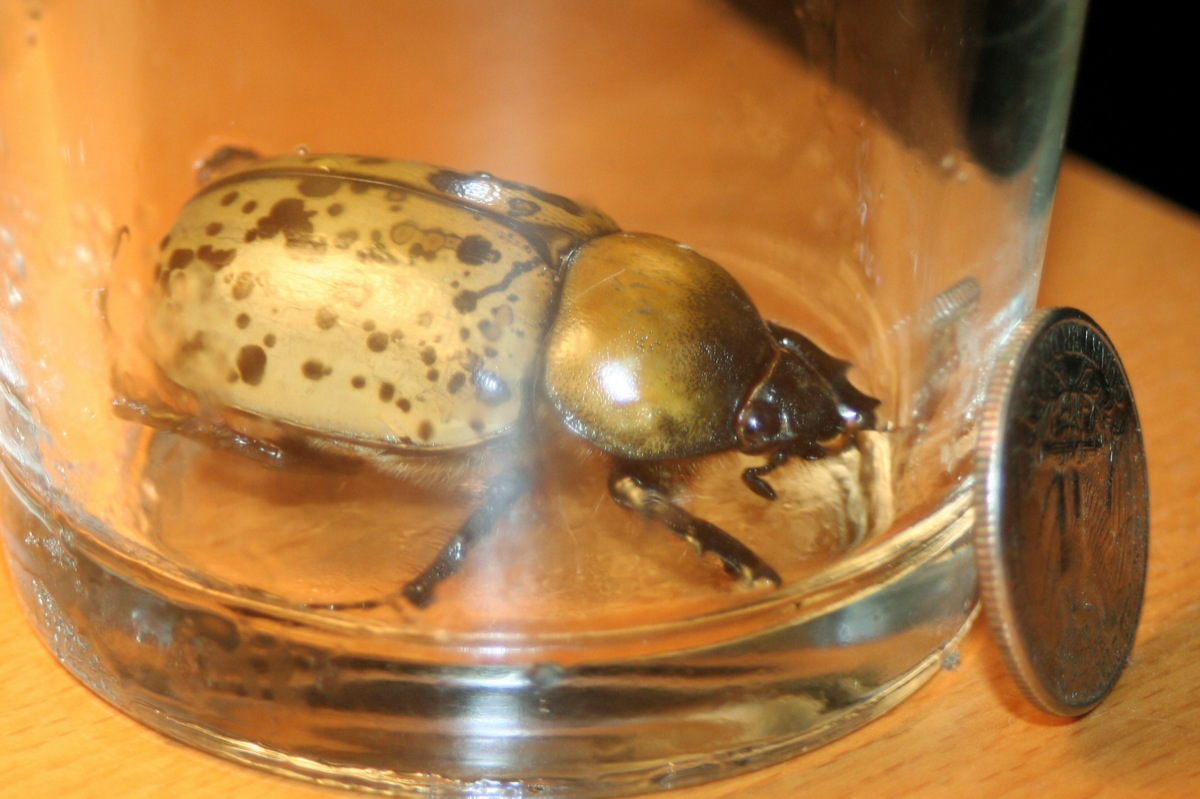
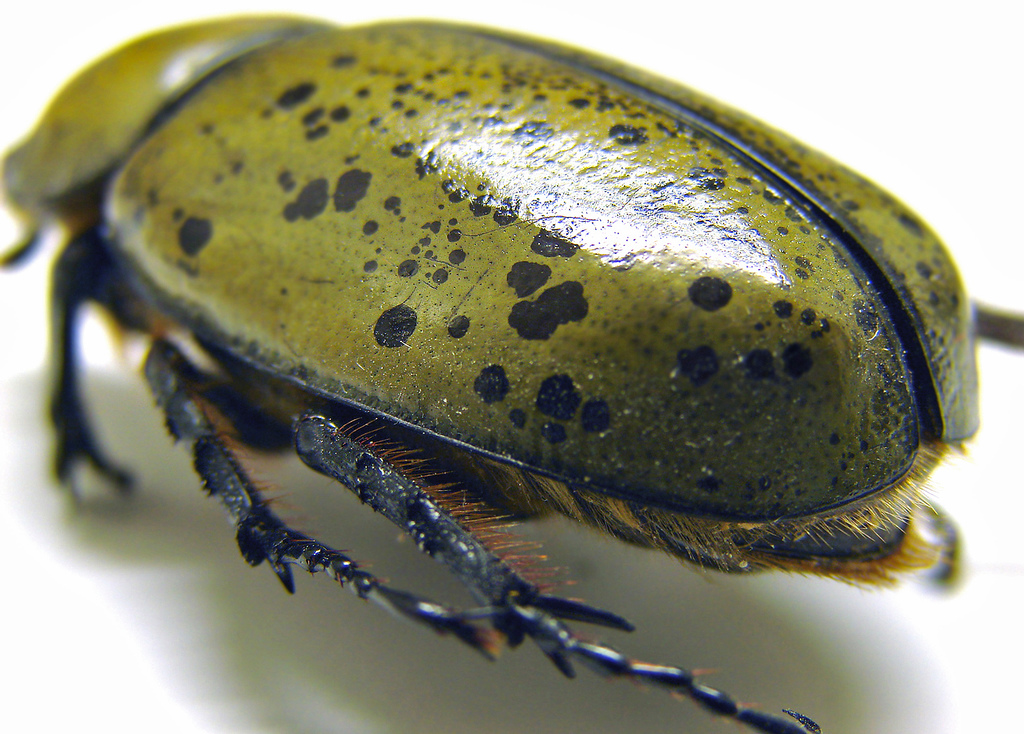
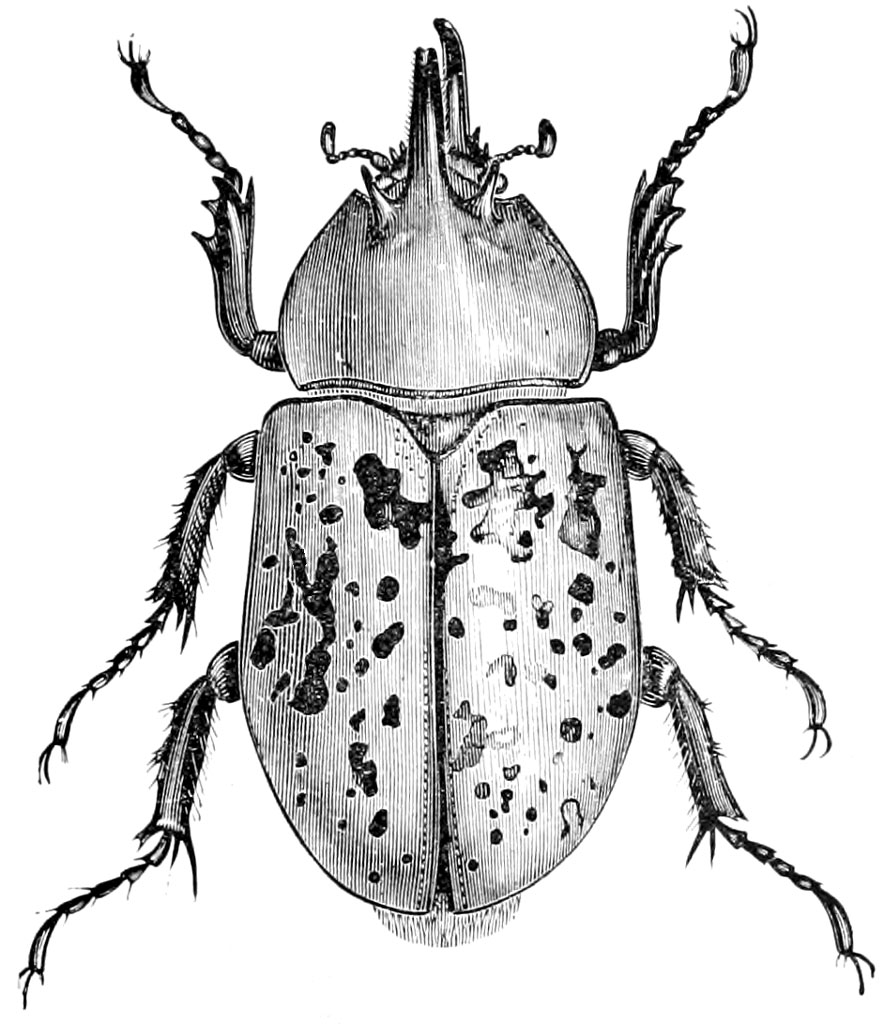